# Хутор-3
Хутор-3 — деревня в Колышлейском районе Пензенской области. Входит в состав Пограничного сельсовета.

## География
Деревня находится на расстоянии 12 километров к северо-востоку от районного центра, посёлка Колышлея, у остановочного пункта 213 км Мичуринского региона Юго-Восточной железной дороги.

## История
Возникла в 1930-е годы как производственное отделение совхоза «Пограничный». В 1950-е годы входила в состав Саловского сельсовета.

## Население
| 2010 |
| ---- |
| 137  |